# 概素数

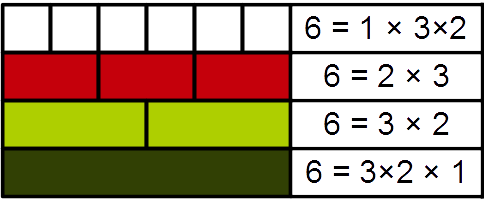
2-概素数である6のCuisenaire rodを用いた実演

数論において与えられた自然数が概素数（がいそすう、英: almost prime）であるとは、適当な自然数 K を選べばその自然数の素因数の（重複度を含めた）個数が高々 K 個となることを言う。
注K は任意の値をとれるが、K の値に応じて概素数の概念が決まることに留意すべきである。どんなに大きな自然数 K に対してもそれに対応する概素数の概念を考えることができるから、明らかにすべての自然数が（何らかの K に対する）概素数であり、K と無関係に扱うことは無意味である。

## 定義
pi は 1 または素数であって必ずしも異なる必要はないものとし、K は自然数の定数として、自然数 n が {\displaystyle n=p_{1}\cdot p_{2}\dotsb p_{K}} と書けるとき、n は概素数であると言う。K を具体的に一つ決めたとき、素因数の数が重複度を込めて高々 K であるような概素数全体の成すクラスを PK とすることがある。
| k  | k-概素数                        | OEISの数列 |
| -- | ------------------------------- | ---------- |
| 1  | 2, 3, 5, 7, 11, 13, 17, 19, …   | A000040    |
| 2  | 4, 6, 9, 10, 14, 15, 21, 22, …  | A001358    |
| 3  | 8, 12, 18, 20, 27, 28, 30, …    | A014612    |
| 4  | 16, 24, 36, 40, 54, 56, 60, …   | A014613    |
| 5  | 32, 48, 72, 80, 108, 112, …     | A014614    |
| 6  | 64, 96, 144, 160, 216, 224, …   | A046306    |
| 7  | 128, 192, 288, 320, 432, 448, … | A046308    |
| 8  | 256, 384, 576, 640, 864, 896, … | A046310    |
| 9  | 512, 768, 1152, 1280, 1728, …   | A046312    |
| 10 | 1024, 1536, 2304, 2560, …       | A046314    |
| 11 | 2048, 3072, 4608, 5120, …       | A069272    |
| 12 | 4096, 6144, 9216, 10240, …      | A069273    |
| 13 | 8192, 12288, 18432, 20480, …    | A069274    |
| 14 | 16384, 24576, 36864, 40960, …   | A069275    |
| 15 | 32768, 49152, 73728, 81920, …   | A069276    |
| 16 | 65536, 98304, 147456, …         | A069277    |
| 17 | 131072, 196608, 294912, …       | A069278    |
| 18 | 262144, 393216, 589824, …       | A069279    |
| 19 | 524288, 786432, 1179648, …      | A069280    |
| 20 | 1048576, 1572864, 2359296, …    | A069281    |

上で「高々 K 個」としていた部分を「ちょうど k 個」と置き換えることもできる。すなわち
自然数 n が素数 pi（必ずしも異なる必要はない）と自然数の定数 k を用いて {\displaystyle n=p_{1}\dotsb p_{k}} の形に書けるならば、n は概素数であるという。
そして具体的に k を一つ決めるごとに k-概素数の概念が定まる（上では「概素数」という名称を k の値を特定しない k-概素数の総称的な意味で用いているとも理解できる）。自然数 n が k-概素数となるための必要十分条件は、その素因数が重複度を込めてちょうど k 個となることである。k-概素数全体の成すクラスを Pk と書く。

## 性質
- Ω(n) を n の素因数分解に現れる（必ずしも相異ならない）素数の総数を与える数論的函数 {\displaystyle \Omega (n):=\sum a_{i}\qquad (n=\prod p_{i}^{a_{i}})} とすれば、より具体的に「n が k-概素数であるための必要十分条件は Ω(n) = k となることである」と述べることができる。
- 自然数が素数となる必要十分条件はそれが 1-概素数となることであり、同様に半素数となるための必要十分条件はそれが 2-概素数となることである。
- 最小の k-概素数は 2k である。

n 以下の自然数 m でその素因子（相異なる必要はない）の数が高々 K 個（最初の定義の意味で m ∈ PK）であるようなものの数 πK(n) は {\displaystyle \pi _{K}(n)\sim \left({\frac {n}{\log n}}\right){\frac {(\log \log n)^{K-1}}{(K-1)!}}} と漸近する（これはランダウの結果である）。ハーディ・ラマヌジャンの定理も参照せよ。

## 注